# Quế

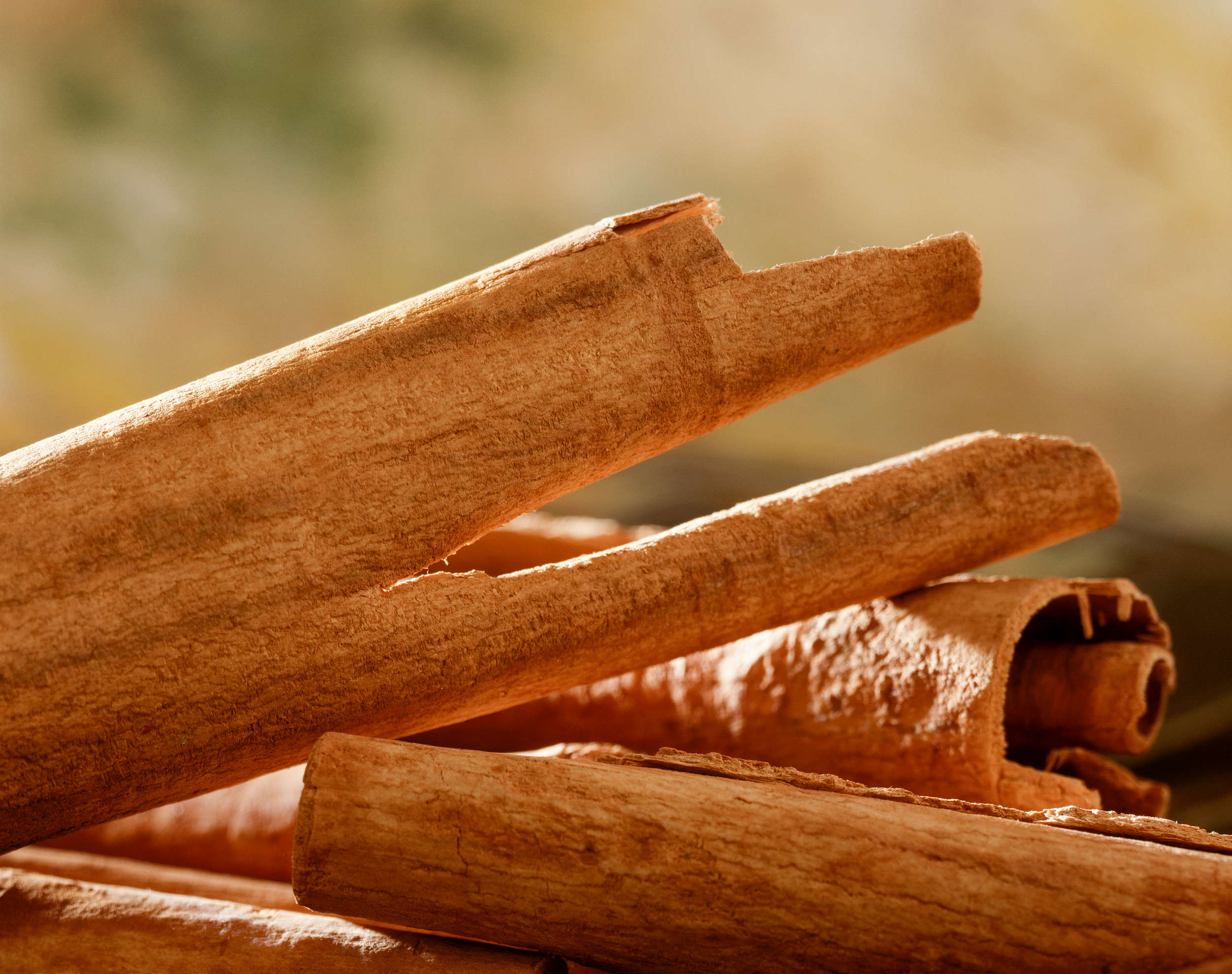
Vỏ cây quế

Quế là phần thu được từ lớp vỏ thân cành của một số loài thực vật thuộc chi Cinnamomum, có vị cay, mùi thơm được dùng để làm thuốc và gia vị trong chế biến thực phẩm. Trong khi quế quan đôi khi được xem là "quế thực sự", hầu hết các loại quế thương mại quốc tế đều có xuất xứ từ các loài họ hàng, chúng được xem là "cassia" để phân biệt với "quế thực sự".

## Các loài
Một số loài quế thường được chào bán như:
- Cinnamomum verum (quế hồi, quế Sri Lanka)
- C. burmannii (Korintje, Padang cassia, hay quế Indonesia)
- C. loureiroi (quế Thanh, quế Quỳ, Quế Sài Gòn, quế Việt Nam)
- C. cassia (quế đơn, quế bì, quế Trung Quốc)
- C.iners (quế lợn)